# Kostel Neposkvrněného početí Panny Marie (Olomouc)
Kostel Neposkvrněného početí Panny Marie je kostel v Sokolské ulici v Olomouci při současném klášteře dominikánů. Významná pozdně gotická památka je památkově chráněna. 

## Historie

### Za působení františkánů
Byl postavený řádem františkánů observantů (bernardinů). Založen byl před městskými hradbami v části Na Bělidlech a až později byl obehnán městskými hradbami. Kostel údajně vznikl na místě, kde v 15. století kázal františkánský mnich Jan Kapistrán. Základní kámen byl položen v roce 1453 a v srpnu 1468 byl kostel vysvěcen.  V roce 1492 byl značně poškozen při požáru a nastal postupný úpadek celého kláštera. Kostel byl částečně upraven ve 30. a 40. letech 17. století, kdy byla vybudována nová krypta a po skončení třicetileté války byly přistavěny dvě boční kaple. Roku 1653 to byla kaple Božího hrobu, po roce 1675 kaple sv. Antonína Paduánského.  Po zrušení řádu v rámci osvícenských reforem františkáni museli v roce 1784 klášter opustit. 

### Za působení dominikánů

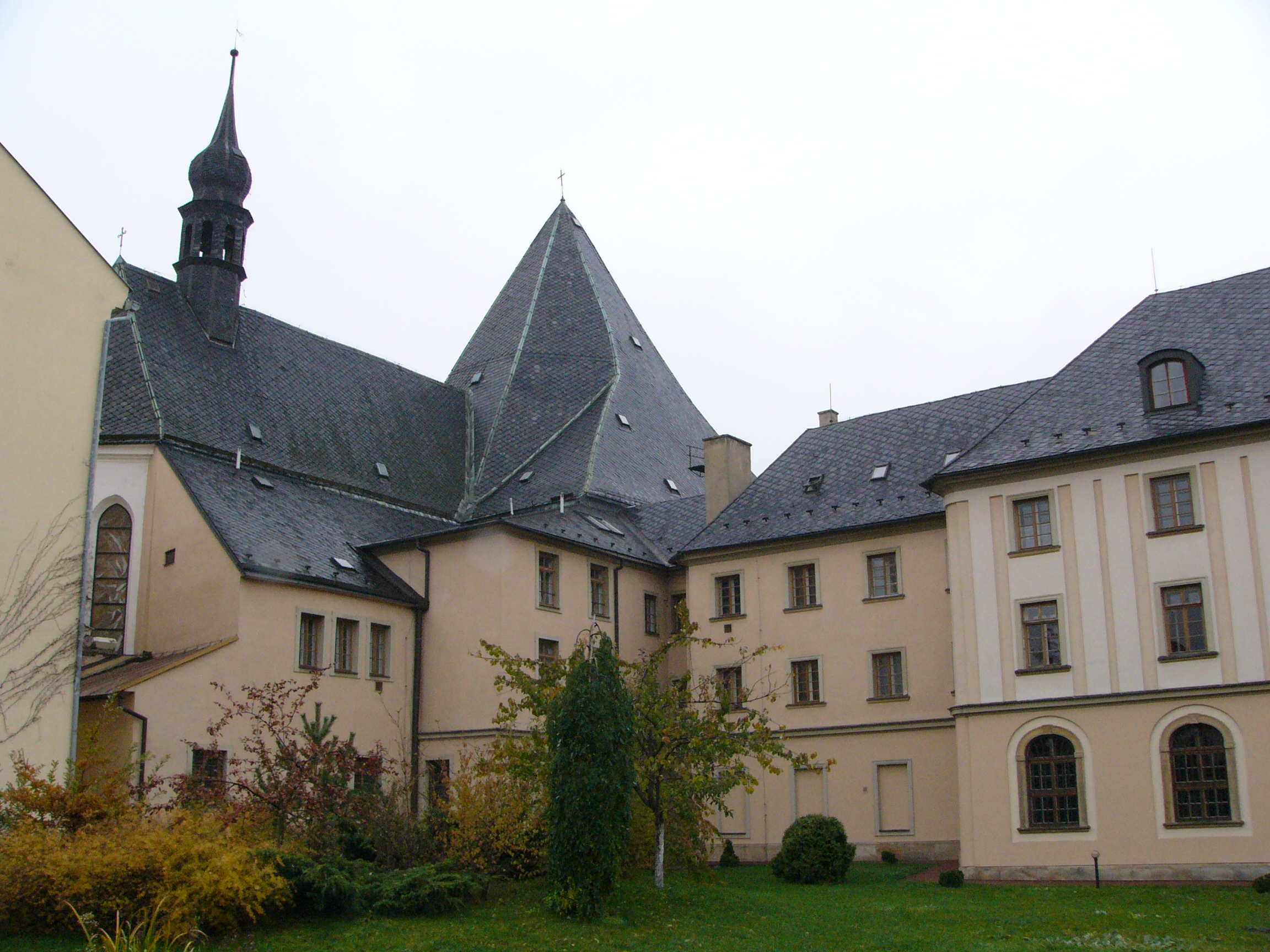
Pohled z klášterní zahrady

Do kláštera se na přímluvu arcibiskupa Coloredo–Waldsee nastěhovali dominikáni ze zrušeného olomouckého konventu. Po obnovení noviciátu koncem 19. století se klášter s kostelem stal centrem dominikánů v českých zemích.
V 80. létech 19. století provedl regotizaci interiéru kostela Gustav Meretta. Nový oltář zakoupen v Německu. Odebrány barokní oltáře a místo nich přidány novogotické. Přidána novogotická kazatelna. Většina Merettových novogotických úprav odstraněna při rekonstrukci v 80. letech 20. století. 
V roce 1950, po změně politického systému, byla činnost řádu na desítky let přerušena. Do kláštera se dominikáni vrátili v roce 1996. Novogotický oltář odstraněn při úpravách po povodních v roce 1997, kdy bylo narušeno podloží kostela. Z něj zůstal v kostele jen svatostánek postavený na nový podstavec. Opravený kostel byl znovu vysvěcen v říjnu 1998.

### Opravy roku 2012
Při opravě střechy věže kostela na podzim 2012 byl v makovici kříže nalezen tubus s písemnostmi z let 1633 až 1872, který dále obsahoval zrnka kadidla a jehlu s nití.
Nejstarší čtyři listiny obsahovaly např. zápisy o událostech třicetileté války, o tehdejších cenách ječmene, vína a piva, nebo modlitbu proti bouřím a blesku. Z roku 1653 pochází zpráva o volbě Ferdinanda IV. římským králem, s dopsaným dovětkem o jeho smrti - zemřel zhruba o rok později ve věku 20 let. Další zpráva pochází z roku 1749, kdy do střechy uhodily dva blesky. Jelikož tehdejší správa neměla potřebných pět tisíc zlatých na koupi dřeva na nový krov, zachoval se krov původní, který tak patří mezi pět nejstarších v České republice.

## Popis

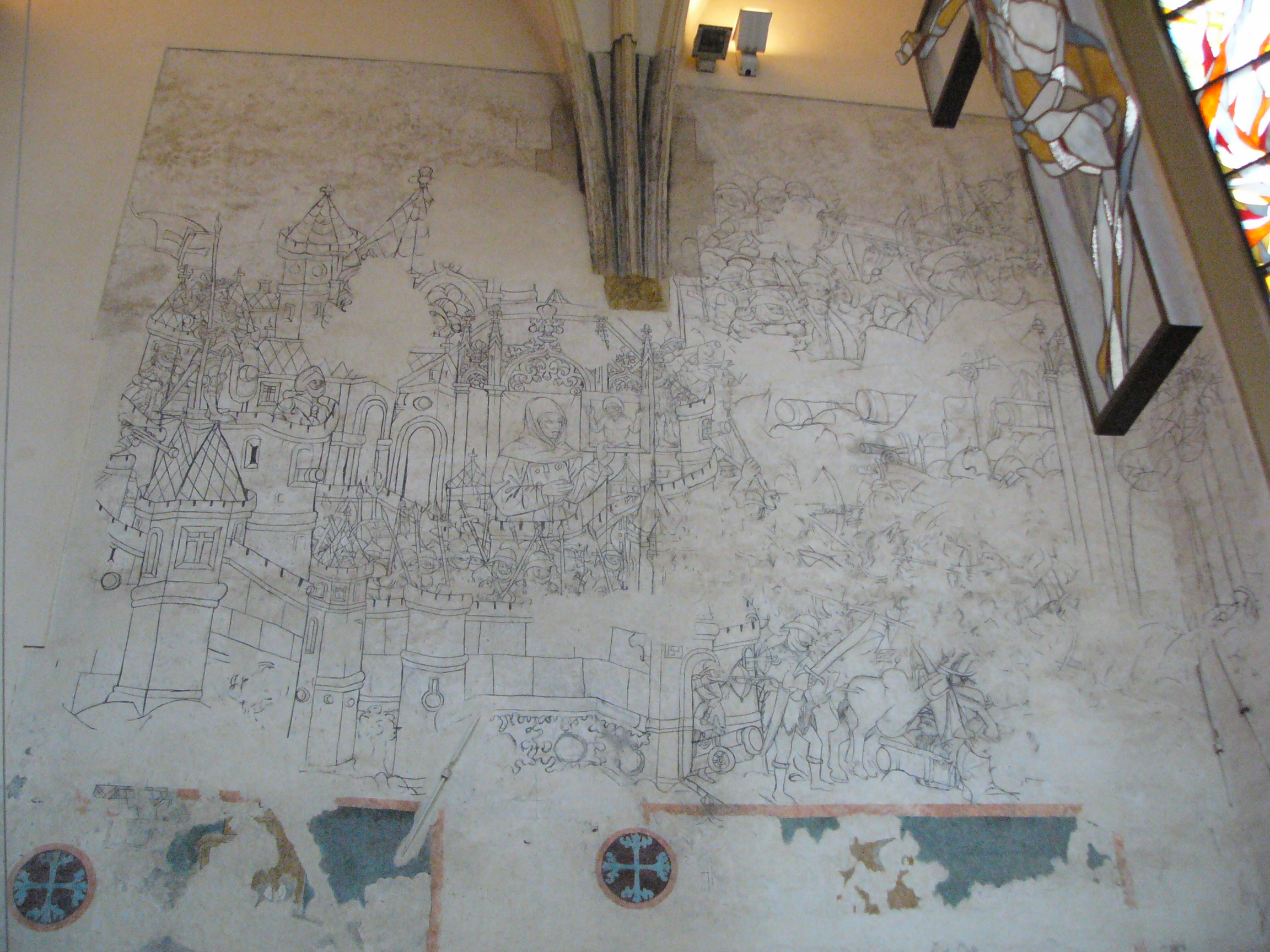
Gotická freska Obléhání Bělehradu (1456) z roku 1468 (objevená 1983) v kněžišti kostela. Jan Hunyadi je zobrazen vlevo s vlajkou, ve středu fresky je zobrazen Jan Kapistránský a úplně vpravo je namalovaný také františkán svatý Bernardin ze Sieny (na snímku mu kříž zakrývá hlavu), který však zemřel 12 let před bitvou.

Pozdně gotický trojlodní kostel. Kostel má čtvercový půdorys, je orientován ve směru západ-východ. Střecha je osmiboká jehlancová.

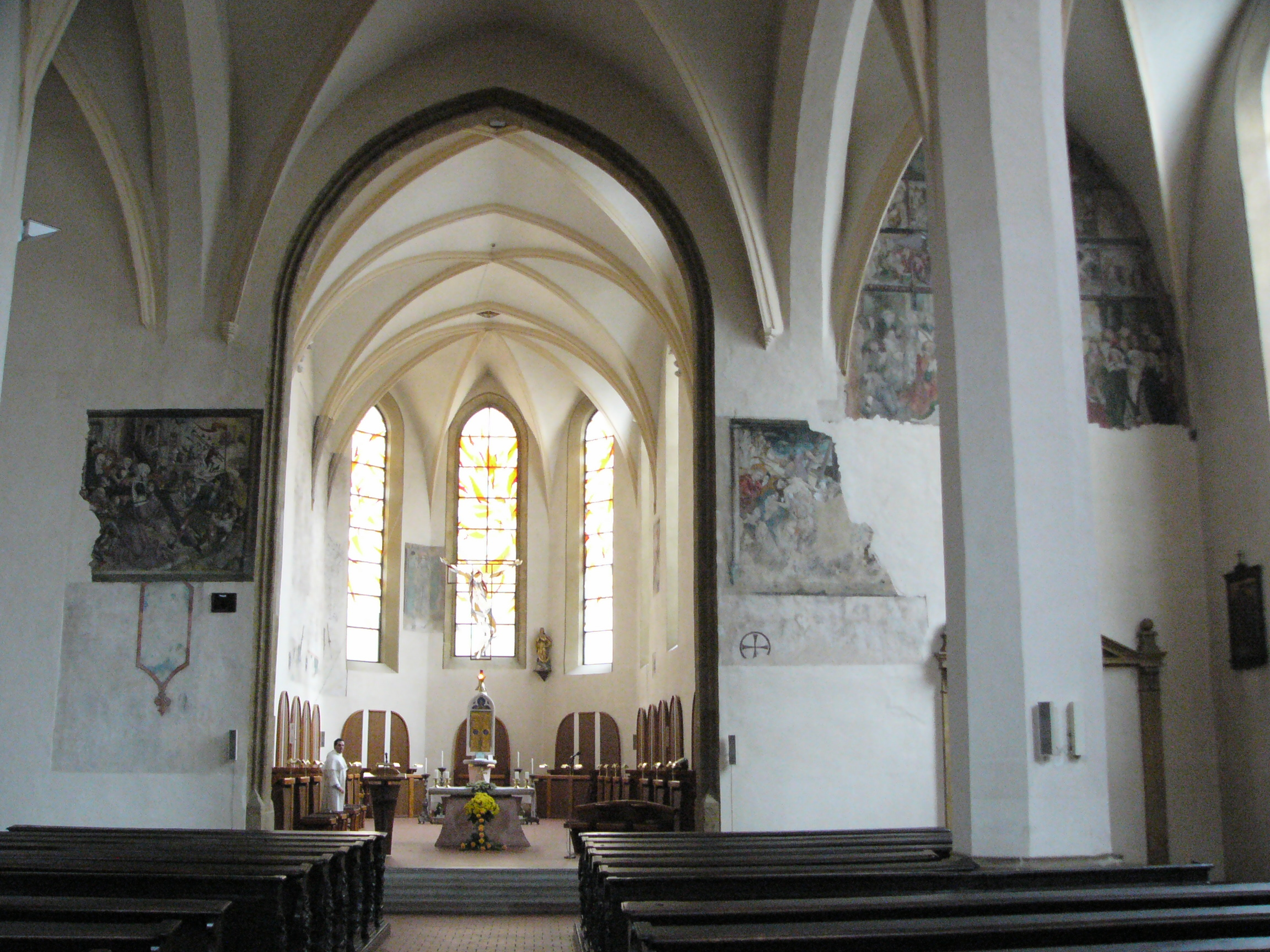
Celkový pohled na interiér kostela

Kněžiště (v tomto případě přesněji mnišský chór) je na východní straně. Má dvě jednoduchá klenební pole a polygonální závěr.  V kněžišti a na východní straně jsou zachovalé pozdně gotické fragmenty nástěnných maleb z poloviny 15. století a z počátku 16. století. Rozměrná kresba na severní straně zachycuje bitvu u Bělehradu v roce 1456, v jejím středu je zachycena postava Jana Kapistrána. Při bočních stěnách kněžiště jsou chórové lavice (stally). Okna v presbytáři jsou vyzdobena novodobými vitrážemi od Karla Rechlíka. 
Na severní straně je vstup do křížové chodby kláštera, barokní oltář svatého Dominika (zakladatel řádu dominikánů), tři kamenné reliéfy a také malé původní okénko určené ke zpovídání. Na východní straně je současný vstup do kostela a hudební kruchta s varhanami.
Lunetu čelní zdi jižní lodi vyplňuje velká nástěnná malba Růžencové madony z roku 1500. 
Na jižní straně je původní vstup do kostela a kaple svatého Antonína z Padovy. Kapli roku 1708 vyzdobil štukami Baldassare Fontana.  Nástropní freska zobrazuje oslavu svatého Antonína v nebesích od Innocenze Montiho. 

### Kaple Božího hrobu
K jižní straně kostela byla zvenku přistavěna ještě jedna kaple – kaple Božího hrobu. Stojí v rohu mezi zdmi kostela, vede rovnoběžně s presbytářem a její průčelí je schováno v lodi kostela, odkud je do ní přístup. Nemá typickou baldachýnovou edikulu na stříšce, ale její půdorys a kamenické články vnějšího arkádového sloupoví jí určují jako kapli Božího hrobu, postavenou podle vzoru jeruzalémské kaple stojící uprostřed chrámu Božího hrobu. Byla posvěcena roku 1653 a dnes se v ní nachází kopie vzácné ikony ze 13. století Panna Maria – Matka ustavičné pomoci. 
Na jižní straně před kostelem je od roku 2005 Delfínova kašna. U kostela je zahrada jako součást kláštera. Původně byla zahrada zeleninová, dnes je okrasná.